# Броценский край
Бро́ценский край (латыш. Brocēnu novads) — бывшая административно-территориальная единица на западе Латвии, в области Курземе. Край состоял из четырёх волостей и города Броцены, который являлся центром края.
Граничил с Салдусским, Кандавским, Яунпилсским, Добельским, Ауцским краями.
Население на 1 января 2010 года составляло 7068 человек. Площадь края — 498,5 км².
Край был образован 27 декабря 2001 года. Первоначально включал город Броцены, пригородную территорию и две волости — Блиденскую и Ремтскую. 1 июля 2009 года, при упразднении Салдусского района, к Броценскому краю была присоединена Гайкская волость. В 2010 году пригородная территория преобразована в Циецерскую волость.
В 2021 году в результате новой административно-территориальной реформы Броценский край был упразднён.

## Национальный состав
Национальный состав населения края по итогам переписи населения Латвии 2011 года был распределён таким образом:
| Национальность | Численность, чел. (2011) | %        |
| -------------- | ------------------------ | -------- |
| Латыши         | 5171                     | 82,96 %  |
| Русские        | 520                      | 8,34 %   |
| Белорусы       | 188                      | 3,02 %   |
| Украинцы       | 95                       | 1,52 %   |
| Поляки         | 34                       | 0,55 %   |
| Литовцы        | 157                      | 2,52 %   |
| Другие         | 68                       | 1,09 %   |
| всего          | 6233                     | 100,00 % |

## Территориальное деление
- город Броцены (латыш. Brocēnu pilsēta)
- Блиденская волость (латыш. Blīdenes pagasts)
- Гайкская волость (латыш. Gaiķu pagasts)
- Ремтская волость (латыш. Remtes pagasts)
- Циецерская волость (латыш. Cieceres pagasts)